# 湯田温泉峡
湯田温泉峡（ゆだおんせんきょう）は、岩手県和賀郡西和賀町（旧国陸奥国、明治以降は陸中国）の主に旧・湯田町内に点在している温泉の総称（温泉郷）である。和賀川沿いの峡谷に温泉が点在していることから、「温泉郷」ではなく「温泉峡」を名乗っている。温泉峡を名乗る温泉地は、他にも花巻温泉郷南部の「南花巻温泉峡（または花巻南温泉峡）」がある。

## 歴史
湯本温泉の開湯は1658年である。その後、明治時代に入ってから鉱山開発が行われるとともに次々と新たな温泉が発見され、温泉峡を形成していった。
- 1658年（万治元年） - 湯本温泉発見。
- 1720年（享保5年） - 山室橋が初めて架かる。和賀川に丸太を集めて橋としたとされる。
- 1760年（寛延10年） - 丑の湯立つ。
- 1866年（慶応2年） - 不作、南部藩主初めて沢内通りへ（湯本まで）。
- 1873年（明治6年） - 湯本小学校開校。小田島久蔵が副戸長となる。
- 1874年（明治7年） - 小川伊佐兵衛が副戸長となる。
- 1886年（明治19年） - コレラ流行、湯本は最も被害が大きかった。
- 1888年（明治21年） - 大火により18戸48棟が被害を受ける。
- 1892年（明治25年） - 再び大火が起こる。
- 1893年（明治26年） - 正岡子規が湯本を訪ねる。
- 1896年（明治29年） - 真昼地震により湯本の湯が止まり、多くの宿泊客が引き上げる。
- 1904年（明治37年） - この頃、湯本に医師・下村友三、藤原義定が滞在した。
- 1913年（大正2年） - 水害で山室橋が流失。翌年、新橋が完成（高さは当時県内2位）。
- 1924年（大正13年） - 湯本ホテルが初めて自動車営業。
- 1925年（大正14年） - コンクリート製の山室橋完成。
- 1940年（昭和15年） - 湯本自動車株式会社設立。
- 1950年（昭和25年） - 盛岡〜湯本直行バス運行。
- 1956年（昭和31年） - 川尻〜湯本間ブルドーザー除雪によりバス運行。
- 1959年（昭和34年） - 吉野旅館白樺荘が全焼。
- 1960年（昭和35年） - 上水道給水開始。
- 1970年（昭和45年） - 湯田町観光協会が発足。湯本地区で赤痢が流行。
- 1971年（昭和46年） - 湯之沢に町営スキー場ができる。
- 1973年（昭和48年） - 山崎和賀流が角川俳句賞受賞。第1回町民雪まつり開催。
- 1974年（昭和49年） - 1月25日の豪雪で積雪量3m68cmを観測。町役場に観光課設置。

## 峡内の温泉

### 湯本温泉
- 泉質：塩化物泉

岩手湯本温泉とも言われる。温泉峡の中心地であり、最も栄えている。
1658年（万治元年）開湯。旧町名である湯田の由来となっている「田の中から湯が湧くところ」というのは湯本温泉を指している。その場所は「丑の湯」と呼ばれ、牛が田んぼの中にしゃがみ込んだところ温泉が湧き出てきたことに由来する。1893年（明治26年）、正岡子規が訪れ句作したことも有名である。地域的通称を「子規街道」ともいう国道107号から岩手県道1号盛岡横手線（湯本バイパス）を北上したところに位置する。
嘉永3年(1850年)の湯本温泉絵図が湯本博物館に展示されている。写しが湯本の中央食堂に飾られている。
日本各地に存在する「湯本温泉」とともに「ゆもと湯けむり5名湯」という宿泊スタンプラリーを定期的に開催している。温泉地内、近隣の温泉地とのスタンプラリーは多いが、日本全国を対象としたスタンプラリーの実施例は少ない。
参加した温泉地
- ニセコ湯本温泉
- 岩手湯本温泉（湯田温泉峡湯本温泉）
- いわき湯本温泉
- 岩瀬湯本温泉
- 長門湯本温泉

### 湯川温泉
- 泉質：硫酸塩泉

国道107号から岩手県道215号湯川温泉線を南下した終点にある。峡内の南側の中心地的温泉であり、湯本温泉に次ぐ規模である。古くから湯治場であった。現在もメインは湯治場でありその雰囲気を残す。

### 巣郷温泉
- 泉質：硫黄泉

国道107号沿いで秋田県境にある温泉峡の西の玄関口。ゆだ高原駅に近い。

### 大沓（おおくつ）温泉
- 泉質：ナトリウム-硫酸塩・塩化物泉

湯本温泉に向かう途中に存在する一軒宿。和賀川沿いにあり対岸の岩山「オロセ倉」を望むことができる。

### 薬師温泉
- 泉質：硫酸塩泉

国道107号から湯田中学校の脇を通る町道を進んだ間木野にある一軒宿。かつて薬師如来が住んでいたという伝説に由来する。オロセ倉至近に建っている

### 志賀来温泉
志賀来山麓、志賀来スキー場内にある沢内バーデンの一軒宿。

### 沢内高原温泉
ホテル森の風沢内銀河高原（旧称：沢内銀河高原ホテル）の一軒宿であったが、2017年10月31日をもって休館している。ホテル営業時は、隣接地に地ビールブランド「銀河高原ビール」の沢内醸造所があった（2022年現在は、ヘリオス酒造沢内醸造所）。

### 日帰り入浴温泉
川尻、槻沢、錦秋湖、峠山の日帰り入浴温泉施設は町が出資する第三セクターの株式会社西和賀産業公社が設置運営している。

#### 川尻温泉

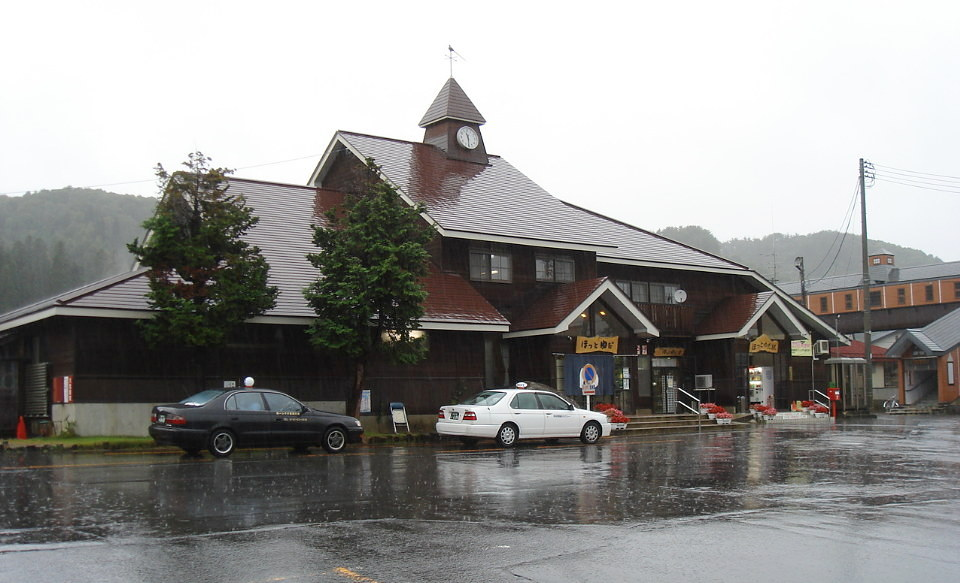
ほっとゆだ(駅舎建物左側が浴場部分)

- 泉質：ナトリウム・カルシウム-硫酸塩・塩化物泉

ほっとゆだ駅に引かれている駅中温泉「ほっとゆだ」。列車到着時間まであと何分かを知らせる、鉄道の信号機を模した時刻案内機が浴室内に設置されている。

#### 槻沢（つきざわ）温泉
- 泉質：ナトリウム、カルシウム - 硫酸塩、塩化物泉（低張性弱アルカリ性高温泉）

湯本温泉の北側に位置する「砂ゆっこ」。施設の名前は町内で産出される天然珪砂を用いた砂蒸し風呂を設置していることに由来。

#### 錦秋湖温泉

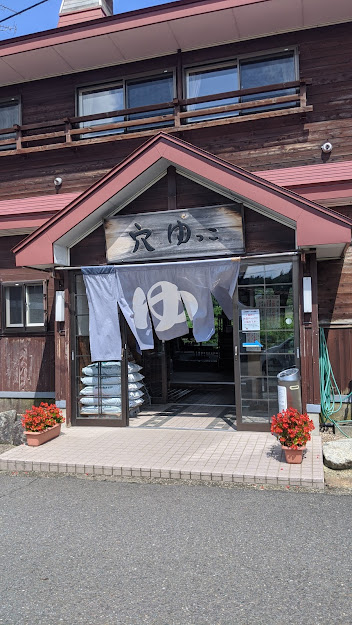
かつて営業していた穴ゆっこ（2020年8月撮影）

- 泉質：ナトリウム・カルシウム-硫酸塩・塩化物泉。加温あり、給水なし。

ゆだ錦秋湖駅に近く温泉峡の東の玄関口に位置した「穴ゆっこ」があった。温泉名は至近のダム湖である錦秋湖、施設名は鉱山の坑道をイメージした「洞窟ぶろ」を設置していることに由来する。岩手県道133号ゆだ錦秋湖停車場線（旧名 陸中大石停車場線）の起点手前の交差点を、（国道107号側から来て）左折。

#### 峠山温泉

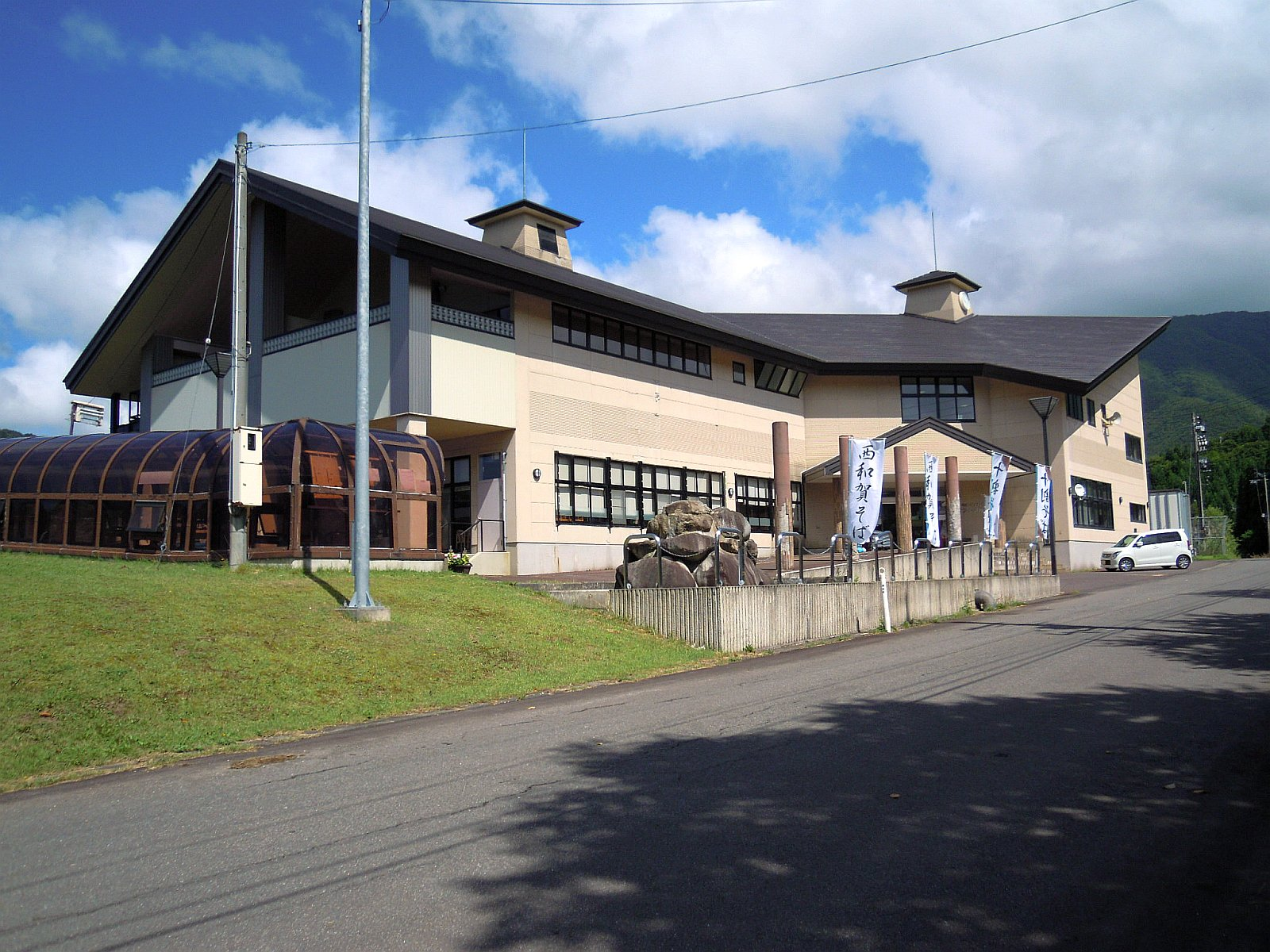
峠山パークランドオアシス館の外観

秋田自動車道錦秋湖サービスエリア内の「峠山パークランド オアシス館」内の施設。国道107号からも利用できる。建物の老朽化により2019年4月8日より休止中であったが、西和賀町は温泉施設を廃止する方針を2022年3月に決めた。

#### 左草（さそう）温泉
- 泉質：単純泉

岩手県道1号盛岡横手線（湯本バイパス）から岩手県道12号花巻大曲線を女神山に向かって西進し、長峰牧場・長峰公園キャンプ場手前、町立の研修施設「ふれあいゆう星館」内にある施設。

#### 真昼温泉
地元民向けの公衆温泉浴場。名前は施設の北西にそびえる真昼岳にちなんだ。

### 野天風呂

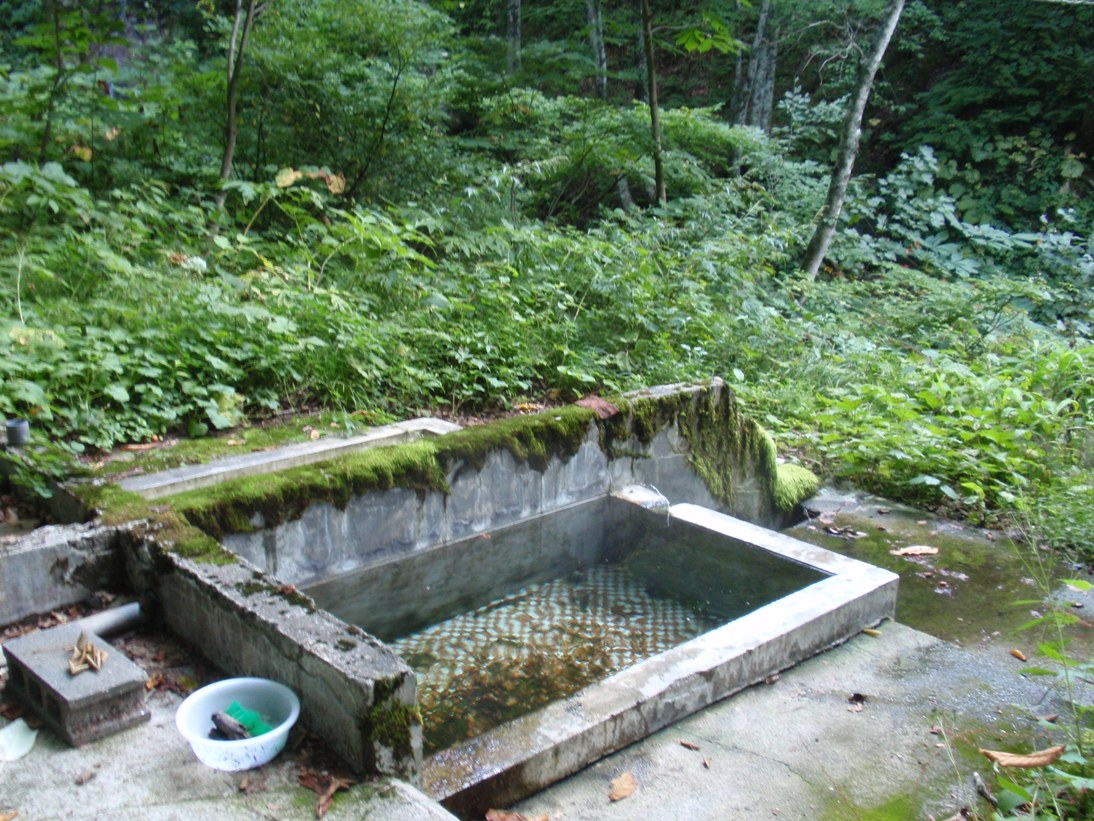
見立温泉

#### 見立温泉
林道夏油湯田線の奥に有る野湯。林道より登山道徒歩10分。かつては鉱山労働者のための保養所があったが、現在では湯船のみが残っている。

## アクセス
- 車：秋田自動車道 湯田IC
- 鉄道：北上線ほっとゆだ駅、ゆだ高原駅、ゆだ錦秋湖駅など